# نقشه والدزی‌مولر

«کیهان‌نگاری جهانی»، نقشه دیواری والدزی‌مولر، به تاریخ ۱۵۰۷، آمریکا، آفریقا، اروپا، آسیا و «فراخ‌دریای هند خاوری» را نشان می‌دهد که آسیا را از قاره آمریکا جدا می‌کند.

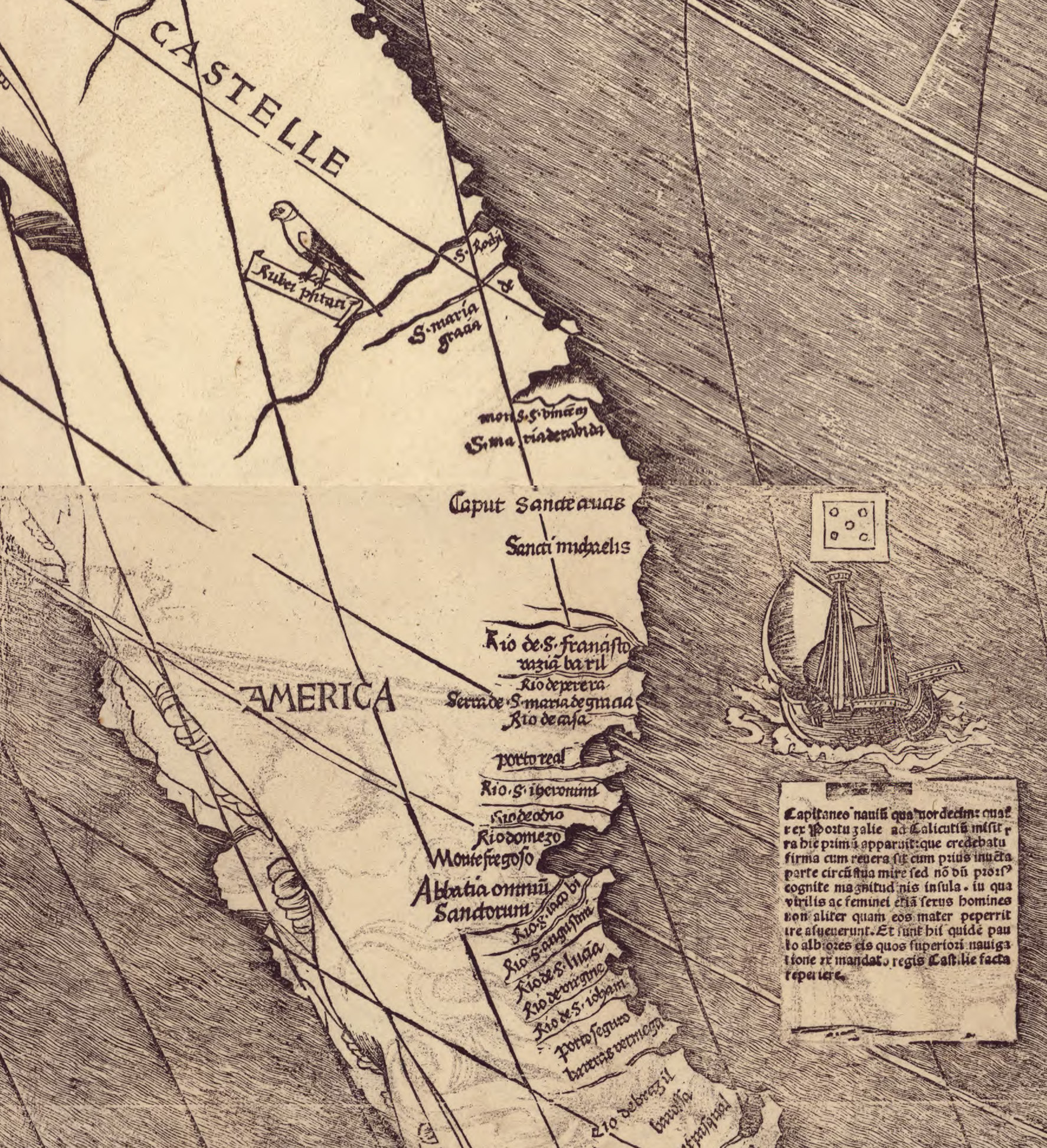
جزئیات نقشه که نام «آمریکا» را نشان می‌دهد. نوشتار زیر کشتی (ترجمه شده) می‌گوید: «این سرزمین برای ناخدا [کابرال] از چهارده کشتی اعزام شده از پرتغال به کالیکوت به فرمان پادشاه، پدیدار گشت. گمان می‌شد که این سرزمین اصلی [بخشی از آسیا] است، اگرچه همراه با قسمت قبلاً کشف‌شده، در حقیقت جزیره‌ای بسیار گسترده و احاطه‌شده با دریا و با وسعتی ناشناخته [به عبارت دیگر بخشی از آسیا نیست] است. در این جزیره هر دو جنس، زن و مرد، مانند لحظه‌ای که از مادر زاده می‌شوند، بدون هیچ پوششی رفت و آمد می‌کنند. و در واقع همین‌جا باید گفت که آنان کمی روشن‌پوست‌تر از کسانی هستند که در سفر اکتشافی قبلی تحت فرماندهی پادشاه کاستیل یافت شدند.»"

نقشه والْدْزِی‌مولِر (انگلیسی: Waldseemüller map) یا «یونیورسالیس کوزموگرافیا» (Universalis Cosmographia به معنی کیهان‌نگاری جهانی) یک نقشه جهان است که توسط مارتین والدزی‌مولر، نقشه‌نگار آلمانی، در سال ۱۵۰۷ میلادی منتشر شد. این نقشه اولین نقشه‌ای بود که قاره‌های غربی را با نام آمریکا نشان می‌داد.
این نقشه بر اساس تغییراتی در دومین نگاشت بطلمیوس و با اضافه کردن عرض‌های جغرافیایی بالا در قاره آمریکا ترسیم شده بود. امروزه فقط یک نسخه از این نقشه باقی مانده که در سال ۲۰۰۱ توسط کتابخانه کنگره در واشینگتن دی.سی. خریداری شد.

## شرح
عنوان کامل این نقشه «Universalis cosmographia secundum Ptholomaei traditionem et Americi Vespucii aliorumque lustrationes» (به معنی: کیهان‌نگاری جهانی بر اساس سنت بطلمیوس و سفرهای آمریگو وسپوچی و دیگران) است.
منابع الهام‌بخش این نقشه، نقشه‌های پیشین، به‌ویژه نقشه‌های مبتنی بر جغرافیای بطلمیوس بوده‌اند. همچنین، نقاشی‌های هنریکوس مارتلوس یا مارتین بهیم نیز می‌توانند از منابع این نقشه به حساب آیند.
جزایر کارائیب و آنچه در نقشه به نظر می‌رسد فلوریدا باشد، پیش از این در دو نقاشی دیگر به تصویر کشیده شده بودند: نقشه کانتینو که در سال ۱۵۰۲ از پرتغال به ایتالیا قاچاق شد و نقشه کاویریو که در حدود سال‌های ۱۵۰۳ تا ۱۵۰۴ ترسیم شده و خلیج مکزیک را نشان می‌دهد.
پیتر ویتفیلد معتقد است که والدزی‌مولر اولین اروپایی بود که به‌طور واضح اقیانوس آرام را در نقشه خود به تصویر کشید - البته نه با این نام - شش سال قبل از اینکه در سال ۱۵۱۳ به‌طور واقعی کشف شود.
با این حال، جورج نون استدلال می‌کند که این‌طور به نظر می‌رسد زیرا والدزی‌مولر ساحل شرقی آسیا را دو بار به تصویر کشیده‌است، یک بار در موقعیت سنتی در شرق و بار دوم به عنوان یک کشف جدید در غرب، در زمانی که هنوز تصور می‌شد کریستف کلمب واقعاً یک مسیر دریایی جدید به آسیا پیدا کرده‌است.
بعد از سال ۱۵۰۴ کتاب «Mundus Novus» (جهان نو) منتشر شد که به آمریگو وسپوچی تقدیم شده بود. این کتاب برای نخستین بار در اروپا ایده وجود یک قاره دیگر غیر از آسیا را مطرح کرد.
همان‌طور که والدزی‌مولر در کتاب «مقدمه کیهان‌نگاری» خود بیان می‌کند، نام قاره چهارم از نام آمریگو وسپوچی گرفته شده‌است.
زمانی که والدزی‌مولر نقشه معروف خود را ترسیم می‌کرد، او به عنوان عضوی از گروهی از دانشوران در دبیرستان ووساگنسه در سن دیه د ووژ در لورن که در آن زمان جزئی از امپراتوری مقدس روم بود، فعالیت می‌کرد. این نقشه همراه با کتاب «مقدمه کیهان‌نگاری» منتشر شد.
از هزار نسخه چاپ‌شده از این نقشه، تنها یک نسخه باقی مانده‌است. این نسخه در اصل متعلق به یوهانس شونر (۱۴۷۷–۱۵۴۷)، اخترشناس، جغرافی‌دان و نقشه‌نگار اهل نورنبرگ بود. محل نگهداری این نقشه برای مدت طولانی ناشناخته بود تا اینکه در سال ۱۹۰۱ توسط جوزف فیشر، مورخ یهودی، در کتابخانه شاهزاده یوهانس تسو والدبورگ-وولفگ در قلعه وولفگ در وورتمبرگ آلمان دوباره کشف شد. این نقشه تا سال ۲۰۰۱ در این مکان باقی ماند تا اینکه توسط کتابخانه کنگره با قیمت ده میلیون دلار خریداری شد. آنگلا مرکل، صدراعظم آلمان، در ۳۰ آوریل ۲۰۰۷ در یک مراسم رسمی در کتابخانه کنگره در واشینگتن دی.سی. این نقشه را به‌طور نمادین تحویل داد. از سال ۲۰۰۷، این نقشه به‌طور دائمی در کتابخانه کنگره و در فضایی محصور به نمایش گذاشته شده‌است.
در سال ۲۰۰۵، جیمز اچ. بیلینگتون، کتابدار، نقشه والدزی‌مولر را برای ثبت در حافظه جهانی یونسکو نامزد کرد و در همان سال در این فهرست ثبت شد.